# Galaxie naine de la Chevelure de Bérénice
La galaxie naine de la Chevelure de Bérénice est une galaxie naine sphéroïdale du Groupe local, située à environ 144 000 années-lumière (44 kpc) du Soleil, dans la constellation de la Chevelure de Bérénice.
Satellite de la Voie lactée, c'est une galaxie à faible brillance de surface parmi les plus pâles connues, d'un rayon effectif d'environ 230 années-lumière (70 pc) et constituée d'étoiles de population II, de faible métallicité — [Fe/H] ≈ -2.53 ± 0.45, soit un taux d'éléments plus lourds que l'hélium 350 fois plus faible que dans l'atmosphère solaire — et âgées de près de 12 milliards d'années.
D'une masse évaluée à environ 1,2 million de masses solaires pour une luminosité totale d'environ 3 700 fois celle du Soleil, elle aurait un rapport masse/luminosité d'environ 450 M☉/L☉, indiquant une forte prévalence de la matière noire dans cette structure.